# Klimaarchiv

Temperaturkurve des Phanerozoikums.

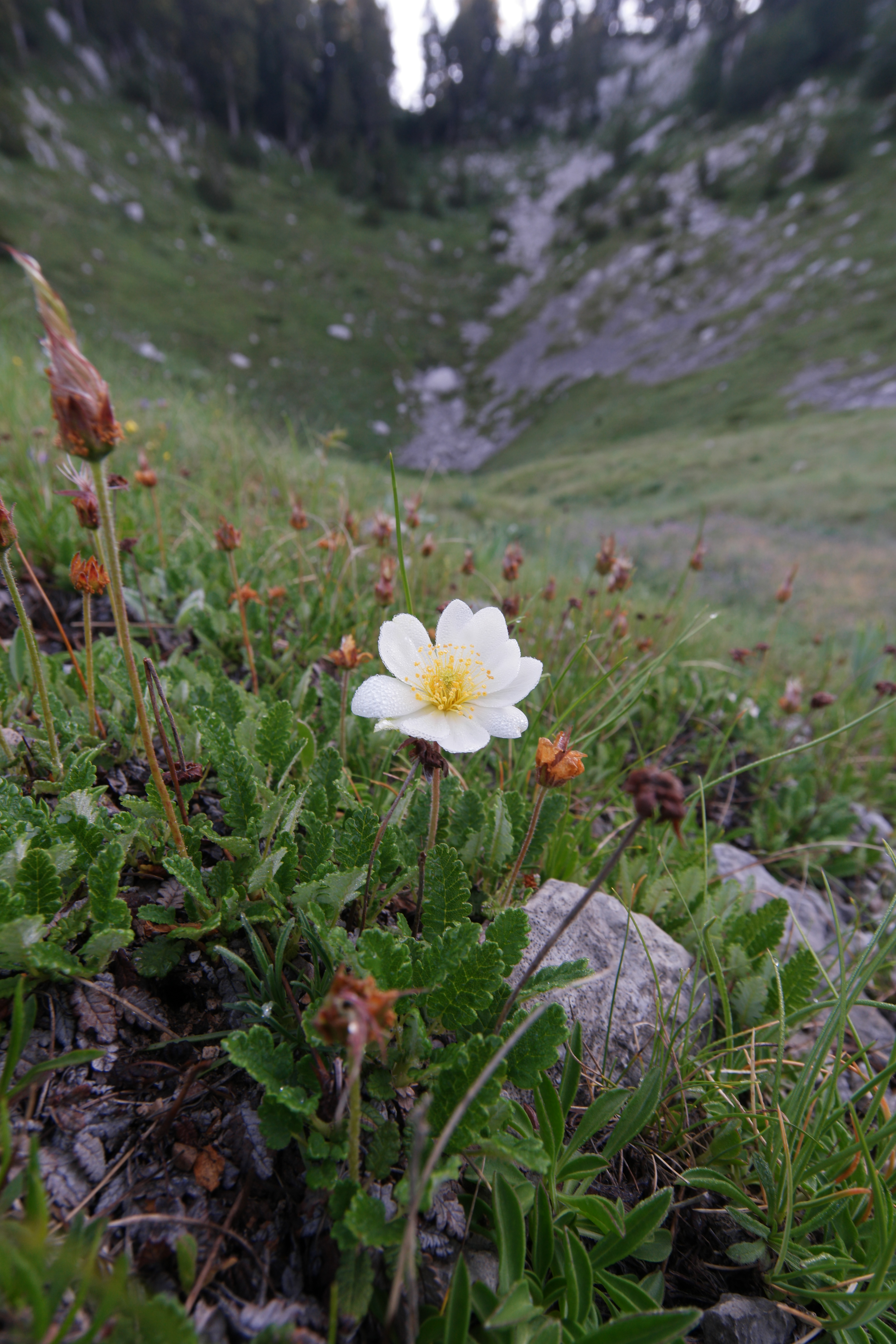
Der Silberwurz (Dryas octopetala) ist in Europa ein arkto-alpines Glazialrelikt. Nach der Art ist die letzte Phase im Spätglazial, die Dryas-Zeit benannt. Im Bild: Standort in einem Kaltluftsee der Mediterraneis (Opuvani do, Jastrebica).

Ein Klimaarchiv gibt Auskunft über die klimatische Vergangenheit, die Klimageschichte der Erde.
Als Klimaarchiv wird somit alles bezeichnet, was Informationen über frühere Klimaverhältnisse speichert.
Man unterteilt Klimaarchive
- nach ihrem Ursprung in Archive der Natur und Archive der Gesellschaft (auch menschliche Archive),
- im Fall menschlicher Archive danach, ob es sich um  Schriftzeugnisse, wie zum Beispiel historische Darstellungen und Chroniken, bildliche Darstellungen oder archäologische Quellen handelt,
- danach, ob die meteorologische Information über ein Klimaelement direkt durch Beobachtung oder Messung oder indirekt aus anderen Daten über einen Klimaproxy gewonnen wird,
- im Fall indirekter Daten, ob sie sich auf organische, anorganische oder – speziell bei menschlichen Archiven – kulturelle oder materielle Phänomene beziehen.

Natürliche Erscheinungsformen, die auf der Erdoberfläche gespeichert sind und anhand derer man auf klimatische Verhältnisse zur Zeit ihrer Entstehung rückschließen kann, nennt man auch Klimazeugen. Hierzu gehören einige Verwitterungsbildungen, Sedimente, Fossilien und viele mehr.
| Klimaarchive (Beispiele) | Klimaarchive (Beispiele) | natürliche | menschliche                                                              |
| ------------------------ | ------------------------ | --- | ------------------------------------------------------------------------ |
| direkte                  | Beobachtungen            | n. a. | - Anomalien - Wetterlagen - Sonnenaktivität                              |
| direkte                  | instrumentelle Messungen | n. a. | - Temperatur - Niederschlag - Luftdruck                                  |
| indirekte                | organische               | - Fossilien von Leitarten der Quartärflora, Dryas octopetala - Jahresringe von Bäumen, siehe auch Dendrochronologie - Jahresringe von Korallen oder Glasschwämmen - Bohrkerne aus Mooren zur Bestimmung der Pollenzonen - Rattenabfallhaufen | - Weinerntebeginn, Zuckergehalt des Weinmosts - Erntemengen von Getreide |
| indirekte                | anorganische             | - Sedimente aus Ozeanen und Seen - Eisbohrkerne - Tropfsteine | - Wasserpegel - Schneefall, Schneebedeckung - Vereisung von Gewässern    |
| indirekte                | kulturelle               | n. a. | - Erntebitttage - archäologische Quellen                                 |

Diese „Archive“ werden mit den unterschiedlichsten Methoden analysiert und liefern so wichtige Daten, sogenannte Proxydaten, aus denen sich quantitativ Elemente der Klimageschichte in der Paläoklimatologie und  Historischen Klimatologie rekonstruieren lassen.
Klimaarchive unterscheiden sich im Hinblick auf ihre beste zeitliche Auflösung, d. h. welches die kleinsten Zeitintervalle zwischen zwei Datenpunkten sind, über welche Zeiträume und über welche Klimaelemente sie Auskunft geben können.
| Archiv                | beste zeitliche Auflösung | Reichweite         | Information über 1) |
| --------------------- | ------------------------- | ------------------ | ------------------- |
| Historische Dokumente | Stunden/Tage              | Jtsd.              | T,H,B,V M,L,S       |
| Baumringe             | Jahreszeit/Jahr           | 10 Jtsd.           | T,H,CA,B,V,M,S      |
| Seesedimente          | 1–20 Jahre                | 10 Jtsd. – Mio. J. | T,H,CW,B,V,M        |
| Eisbohrkerne          | Jahr                      | 100 Jtsd.          | T,H,CA,B,V,M,S      |
| Pollen                | 100 Jahre                 | 100 Jtsd.          | T,H,B               |
| Löss                  | 100 Jahre                 | Mio. J.            | H,B,M               |
| Meeressedimente       | Jtsd.                     | 10 Mio. J.         | T,CW,B,M            |
| Korallen              | Jahr                      | 10 Jtsd.           | CW,L                |
| Paläoboden            | 100 Jahre                 | 100 Jtsd.          | T,H,CS,V            |
| geomorphe Merkmale    | 100 Jahre                 | 10 Mio. J.         | T,H,V,L             |
| Sedimentgesteine      | Jahr                      | Mrd. J.            | H,CS,V,M,L          |

Wichtige Klimaarchive, darunter Gletscher in den Tropen und mittleren Breiten, gehen gegenwärtig durch die globale Erwärmung und andere Faktoren verloren. Auch betroffen sind natürliche Archive, die für die Kalibrierung der aus den Klimaarchiven gewonnenen Messwerte wichtig sind, so etwa Korallen oder Bäume.